# Andrej Valíček
Andrej Valíček (* 1. prosince 1952) je bývalý slovenský fotbalista, záložník.

## Fotbalová kariéra
V československé lize hrál za Tatran Prešov. Nastoupil v 86 ligových utkáních a dal 4 góly.

## Ligová bilance
| Ročník                                     | Zápasy | Góly | Klub          |
| ------------------------------------------ | ------ | ---- | ------------- |
| 1. československá fotbalová liga 1973/1974 | 2      | 0    | Tatran Prešov |
| 1. československá fotbalová liga 1977/1978 | 23     | 2    | Tatran Prešov |
| 1. československá fotbalová liga 1978/1979 | 25     | 0    | Tatran Prešov |
| 1. československá fotbalová liga 1980/1981 | 17     | 2    | Tatran Prešov |
| 1. československá fotbalová liga 1981/1982 | 19     | 0    | Tatran Prešov |
| CELKEM                                     | 86     | 4    |               |